# Prix Habert-Bégin
Le prix Habert-Bégin, de la fondation Françoise Habert-Bégin, est un « prix biennal de soutien à la création littéraire remis sur proposition de l’Académie française pour récompenser un français, un prêtre ou un catholique, auteur d’acte de dévouement ».

## Lauréats
- 1988 : R.P. Christian Aurenche (lire Tokombéré).
- 1990 : Jacqueline Delhoste pour l'Œuvre de Snehasadan[2].
- 1992 : Danielle Noël pour l'ensemble de son œuvre[3].
- 1994 : Bernadette Maret pour l'ensemble de son œuvre (Association pour l’enfance abandonnée)[2].
- 1996 : Germaine Moreau pour son action au sein de l’Association française pour l’enfance abandonnée[2].
- 1998 : Hubert Fabrègues pour son action au sein de l’Association française pour l’enfance abandonnée[2].
- 2000 : Claude Nevers pour son action au sein de l’Association française pour l’enfance abandonnée[2].
- 2002 : R.P. Louis Badinier pour son action au sein de l’Association française pour l’enfance abandonnée[2].
- 2004 :
  - Véronique Lemair, veuve ayant élevé 4 enfants.
  - Maryse Pique, veuve ayant élevé 14 enfants.
  - Léonie Robillard, veuve ayant élevé 13 enfants.
- 2006 : Mariette Garrabe-Ferran[4].
- 2008 : Jean-Guilhem Xerri pour son action au sein de l’association « Aux captifs, la libération ».
- 2010 : Père André Le Barzic, prêtre missionnaire de Saint Jacques à Port-au-Prince, en Haïti[5].
- 2012 : Abbé Philippe Rio pour son action auprès des enfants de la paroisse de Mongo à N’Djamena, au Tchad[6].
- 2014 : Laurence Kwark[7]